# Bitributação
A bitributação é a cobrança de tributos por duas ou mais jurisdições sobre o mesmo rendimento (no caso dos impostos de renda), ativo (no caso dos impostos sobre riqueza) ou transação financeira (no caso dos impostos sobre vendas). 
A bitributação pode ser mitigada de várias maneiras, por exemplo, uma jurisdição pode:
- isentar a renda de origem estrangeira do imposto,
- isentar a renda de origem estrangeira do imposto se o imposto tiver sido pago em outra jurisdição, ou acima de algum valor de referência para excluir jurisdições que são paraísos fiscais, ou
- tributar integralmente a renda de origem estrangeira, mas conceder um crédito pelos impostos pagos sobre a renda na jurisdição estrangeira.

As jurisdições podem celebrar tratados fiscais com outros países, que estabelecem regras para evitar a bitributação. Esses tratados geralmente incluem acordos para a troca de informações para evitar a evasão fiscal — como quando uma pessoa reivindica isenção fiscal em um país com base na não residência nesse país, mas depois não declara essa renda como renda estrangeira no outro país; ou quando alguém reivindica redução de imposto local sobre uma dedução fiscal estrangeira na fonte que não ocorreu de fato.
O termo "bitributação" também pode se referir à tributação de alguns rendimentos ou atividades duas vezes. Por exemplo, os lucros das empresas podem ser tributados primeiro quando obtidos pela empresa (imposto sobre sociedades) e novamente quando os lucros são distribuídos aos acionistas como dividendos ou outra distribuição (imposto sobre dividendos).
Existem dois tipos de bitributação: bitributação jurisdicional e bitributação econômica. No primeiro caso, quando a regra da fonte se sobrepõe, o imposto é cobrado por dois ou mais países, de acordo com suas leis internas, em relação à mesma transação, renda gerada ou considerada gerada em suas respectivas jurisdições. No segundo caso, quando a mesma transação, item de renda ou capital é tributado em dois ou mais entes tributantes (União, estado e município no caso do Brasil), ocorre a bitributação.

## Bitributação no Brasil
A constituição brasileira atual veda a bitributação, segundo o art. 154, I:
"Art. 154. A União poderá instituir:
I – mediante lei complementar, impostos não previstos no artigo anterior, desde que sejam não cumulativos e não tenham fato gerador ou base de cálculo próprios dos discriminados nesta Constituição."
Nesse artigo é compreendido que a Constituição prevê as competências de introdução no art. 153, e não se pode ter mais de um ente tributante que cobre tributos com o mesmo fato gerador, como por exemplo um estado não pode criar um tributo que tenha o mesmo fato gerador do ITR, que já está previsto como um tributo de competência da União, por exemplo.

## Bitributação internacional
Para a bitributação jurídica internacional, a doutrina exige a regra das quatro identidades. Segundo tal regra é necessária a identidade do objeto, do sujeito (contribuinte), a identidade do período tributário e a identidade de imposto.
O fenômeno da bitributação internacional passou a ter maior relevância em função do crescimento das companhias multinacionais, devido à globalização das economias, que se intensificou após o final da segunda guerra mundial.
Logo surgiu o interesse de alguns países na mudança dos sistemas tributários então vigentes  baseados na territorialidade da renda. No sistema da territorialidade, o imposto sobre a renda é cobrado somente no país onde a renda é produzida. No entanto, passou a ser de interesse a cobrança do imposto também nos países de residência das multinacionais, pela lógica da tributação em bases universais. 
Com a mudança no sistema de tributação territorial para o de tributação sobre bases universais houve a sobreposição da política tributária de mais de um país, surgindo assim a necessidade de se estabelecer políticas para diminuir ou eliminar os efeitos da bitributação, e por conseguinte contribuir para a facilitação do comércio internacional.
Nesse contexto, é importante realçar o papel da Organização para Cooperação e Desenvolvimento Econômico (OCDE), que publicou primeiramente em 1963 uma Convenção Modelo sobre Bitributação entre países desenvolvidos e em desenvolvimento. Tal Convenção Modelo influenciou na produção de diversos tratados internacionais para evitar a bitributação.
Desses tratados, podemos citar como exemplos a convenção para evitar bitributação entre o Brasil e o Japão de 1967, e a convenção entre Brasil e Portugal celebrada em maio de 2000.
Os acordos para evitar a bitributação se tornaram importantes instrumentos para as economias dos países desenvolvidos e em desenvolvimento.  Embora os primeiros acordos bilaterais para evitar a bitributação tenham sido assinados no final do século XIX, foi a partir dos anos 60 e 70 que estes acordos se multiplicaram, ao contrário dos Acordos de Promoção e Proteção de Investimentos, os acordos para evitar a dupla tributação envolveram inicialmente os países desenvolvidos, principais origens e destinos dos fluxos internacionais de capital. Com o aumento dos fluxos de investimento direto para países em desenvolvimento, estes passaram a inserir-se na rede de acordos para evitar a bitributação.
Tal afirmação reforça a importância da tributação das transações tanto de mercadorias como de serviços, pois tal tributação afeta o fluxo de capitais entre as nações. Esta importância se reflete no volume de acordos para evitar a bitributação existentes. Hoje em dia, a China tem mais de 80 acordos assinados, enquanto a Índia firmou mais de 40. Havia, no final de 2006, mais de 2.600 acordos em vigor no mundo, sendo que os países com maior número deles são os Estados Unidos, o Reino Unido e a França.
Diante desta importância assumida nos últimos tempos da figura da dupla tributação nas transações internacionais entre países desenvolvido e em desenvolvimento, órgãos internacionais preocuparam-se em criar modelos de tratados a serem adotados pelos países, e a serem a base de negociações entre tais países para que se chegue a um consenso final e à assinatura de acordos para evitar a bitributação entre países parceiros comerciais.
Pedro da Motta Veiga que nos ensina que "há dois modelos principais que servem de base para os acordos em vigor. De um lado, está o modelo OCDE (Organização para Cooperação e Desenvolvimento Econômico), elaborado pelo Comitê Fiscal da Organização e cuja primeira versão foi publicada em 1963. Desde então, este modelo é atualizado periodicamente, servindo de referência para diferentes gerações de ABTs (Acordos de Bitributação). De outro, encontra-se o chamado modelo ONU, elaborado em 1979 e também periodicamente atualizado. A elaboração do modelo ONU reflete a preocupação de que o modelo da OCDE poderia não ser apropriado para acordos entre países desenvolvidos e em desenvolvimento, que envolvem atividades transfronteiriças não recíprocas ou assimétricas".